# Карагужева
Карагужева - деревня в Бызовском сельском поселении Упоровского района Тюменской области. Расстояние до села Бызово 7 км, районного центра села Упорово 12 км,  областного центра города Тюмени 152 км.

## География
Расположена на левом берегу реки Тобола. .

## История
Карагужева впервые упоминается в Атласе Российской империи 1745 года.  По сведениям Ялуторовской управительской канцелярии от 14 апреля 1749 года: 
Деревня Карагужева расстояния от оной слободы (Суерской) пятнадцать верст, которая построена над рекой Тоболом, в ней имеется дворового строения три двора крестьян от 16 до 50 лет 3 человека. У них имеется по объявлению их собственного огненного ружья у двух человек, а именно: у Григория Разманова ружье винтовка -1; у Петра Упорова ружье винтовка-1. И при оной деревне городового строения надолб рогаток и рву не имеется. Оная деревня состоит по сю сторону Тобола реки, в ней принадлежит городовое строение построить. 
Основали деревню братья Карагужевы Алексей и Федор.
- В 1912 году в деревне были: ветряная мельница, кузница, пожарная охрана. [2]
- В советское время была: начальная школа, клуб, молочно-товарная ферма. Доярка Комлева Лидия Александровна была делегатом XXVII съезда КПСС. В конце 1990-х годов в результате реформирования сельского хозяйства совхоз ликвидировали. Земли розданы на паи, жители в основном занимаются личным хозяйством. [2]
- В годы Великой Отечественной войны ушли на фронт 26 человек из них 15 человек не вернулись домой.[2]

Административно-территориальное деление
Относилась к Суерской слободе, с 1786 в составе Суерской волости, в состав сельсоветов: с 1919-Упоровского, с 1950-Зыряновского, с 1961 -Бызовского. 

## Население
| 1782 | 1816 | 1834 | 1858 | 1897 | 1926 | 1989. | 2002 | 2010 |
| 84   | 70   | 72   | 105  | 109  | 108  | 186   | 191  | 191  |

## Сельское хозяйство
В 1930 году образован колхоз «Красный партизан». В начале 1950-х годов колхоз объединился с Зырянским колхозом им. 17 партсъезда, в 1961 году вошел состав «Упоровского» совхоза, в 1965- «Пушкаревского» совхоза.